# Pierre-Augustin Berthemy
Pierre-Augustin, chevalier Berthemy, né le 16 mai 1778 à Montier-en-Der et mort le 31 janvier 1855 à Paris, est un militaire français, général de la Révolution et de l’Empire.

## Biographie
Pierre-Augustin Berthemy était le fils de Pierre Berthemy, perruquier, et de Marie-Anne Lurat. Il s'engage comme volontaire le 20 décembre 1798 au 8e régiment de cavalerie. Il sert à l'armée du Rhin de 1799 à 1801. Fourrier au 8e de cavalerie le 30 mars 1800, puis maréchal des logis le 11 mai suivant, il participe aux batailles d'Engen le 3 mai 1800 et de Messkirch le 5 mai 1800. Le 12 septembre 1800, il devient aide de camp du général Jean Joseph Ange d'Hautpoul. Après la bataille de Hohenlinden le 3 décembre 1800, il est confirmé sous-lieutenant le 8 février 1801.
Il quitte le service le24 septembre 1803  et le reprend le 3 mars 1804 comme aide de camp du général d'Hautpoul. Il se bat à Austerlitz où il est blessé d'un coup de feu à la poitrine et est à nouveau blessé le 8 février 1807 à la bataille d'Eylau d'un coup de biscaïen. Nommé capitaine le 14 février 1807, il est nommé comme officier d'ordonnance de l'Empereur en même temps que son compatriote haut-marnais Charles François de Ponthon. Berthemy est alors choisi pour accompagner, avec le lieutenant Auguste-Frédéric de Talhouët, le général Savary, entre juillet 1807 et janvier 1808, dans une mission à Saint-Pétersbourg.
Le maréchal Murat lui confie ensuite, à partir du 17 mai 1808, une mission aux Baléares. Cette mission est de tous les dangers qu'il affronte avec le scientifique François Arago. Emprisonné au château de Bellver par la junte de Gérone, hostile à Napoléon, jusqu'au 28 juillet, il obtient de se rendre à Alger qu'il rejoint le 1er août. Il en repart le 8 août sur un navire marchand barbaresque qui est intercepté dans le golfe de Roses le 14 août par un corsaire catalan armé. Il est jeté à nouveau dans les geôles espagnoles où il subit maintes privations et vols de ses biens. Il y tombe malade et souffre de ses deux anciennes blessures de guerre. Il est libéré le 25 novembre et s'embarque sur un navire pour Marseille. Mais deux tempêtes consécutives rejetèrent son navire vers les côtes de Sardaigne, puis d'Afrique. Il débarque à Bougie le 5 décembre et, se déguisant en Turc, rejoint Alger le 15 décembre. Il est confronté à une situation politique tendue par suite de l'assassinat de l'ancien dey d'Alger, lorsqu'en janvier 1809, le nouveau dey décrète que tous les Français présents seraient considérés comme prisonniers de guerre et astreints à résidence dans Alger. Le 21 juin, le dey revient sur cette décision et autorise le départ d'une quarantaine de Français vers la France. En vue des côtes de Provence, le 1er juillet, le navire algérien est arraisonné par une frégate anglaise qui l'oblige à se diriger vers Mahon sous prétexte du blocus anglais.
Le capitaine algérien réussit à échapper, à la faveur de la nuit, à la surveillance anglaise et débarque ses passagers sur l'île de Pomègues. À partir du 2 juillet, Berthemy doit subir une quarantaine au lazaret de Marseille. Ce n'est que le 20 septembre 1809 qu'il peut se présenter au général Duroc qui, grand-maréchal du palais impérial, le présente à Napoléon qui lui fait part de son estime et le récompense en le nommant à un poste de confiance.
Après de nombreux mois de convalescence, Berthemy est nommé en mars 1810 gouverneur du château de Valençay où il doit « veiller à la sécurité des princes espagnols » suivant les instructions de Duroc : il « veille » en effet Ferdinand VII d'Espagne, son frère don Carlos, son oncle don Antonio et une suite nombreuse, prisonniers de Napoléon. Il est relevé de son poste en février 1811.
Le 10 mai 1812, il entre au service de Joachim Murat, roi de Naples, comme aide de camp. Il prend part à la campagne de Russie. Promu colonel le 4 août, il est blessé à la bataille de la Moskova le 7 septembre 1812. Il est choisi pour porter une lettre du maréchal Berthier au général en chef de l'armée russe Koutouzov les 21 et 22 octobre 1812.
Promu commandeur de la Légion d'honneur le 5 décembre, Berthemy fait l'objet le 5 juillet 1813 d'une demande de mise à la retraite par Murat au général Clarke. En effet, ses blessures lui causent des souffrances qui l'empêchent de monter à cheval. Cette demande est refusée et Berthemy obtient le 14 décembre 1813 la nomination au grade de maréchal de camp à titre napolitain. Fidèle à son souverain, il remplit une mission auprès de la grande-duchesse de Toscane Élisa Bonaparte, puis signe le 25 janvier 1814, une convention d'armistice avec le général Graham, aide de camp de Lord William Bentinck, au détriment des intérêts de l'Empire. Rappelé en France en juillet 1814, il s'emploie à obtenir les faveurs des Bourbons. Le 23 janvier 1815, il obtient du maréchal Soult un congé de deux mois pour régler des « affaires » à Naples. Il démissionne de l'armée napolitaine le 4 mars 1815, juste avant l'exécution de Murat. Redevenu colonel, il ne participe pas aux Cent-Jours. À la Seconde Restauration, il sert en 1818 à l'état-major royal. Chef d'état-major de la division de cuirassiers du général Nicolas François Roussel d'Hurbal, il prend part à l'expédition d'Espagne en 1823 et est nommé maréchal de camp. Mis en disponibilité jusqu'en 1830, il reprend du service sous Louis-Philippe Ier, commande successivement les départements des Basses-Alpes, de la Manche, de la Mayenne et de l'Aisne.
Il repose au cimetière du Père-Lachaise (28e division).

### Postérité
De son union avec Claire-Félicité-Caroline Greswold (née en France en 1797 d’un père Américain, Edward Greswold), sont nés, à partir de 1822, trois enfants, dont Jules-François-Gustave Berthemy (1826-1902), qui sera ministre plénipotentiaire en Chine de 1862 à 1866.

## Distinctions

### Titre
- Chevalier Berthemy et de l'Empire décret du 15 août 1809, lettres patentes signées à Compiègne le 14 avril 1810.

### Décorations
| Commandant de la Légion d'honneur                               | Commandeur de l'Ordre royal des Deux-Siciles | Chevalier de Saint-Louis | Chevalier de l'ordre de Charles III |
| Chevalier de 4e classe de l'ordre de Saint-Ferdinand d'Espagne. |                                              |                          |                                     |

- Légion d'honneur[6] :
  - Légionnaire (14 mars 1806), puis,
  - Officier (11 juillet 1807), puis,
  - Commandant de la Légion d'honneur (5 décembre 1812) ;
- Commandeur de l'Ordre royal des Deux-Siciles[7] ;
- Chevalier de Saint-Louis (1818) ;
- Chevalier de l'ordre de Charles III (1823)[8] ;
- Chevalier de 4e classe de l'ordre de Saint-Ferdinand d'Espagne (1823).

## Armoiries
| Figure | Blasonnement et livrée |
|        | - Armes de chevalier de l'Empire : D'or à l'épée en pal la pointe basse de sable accompagnée de trois têtes de cheval du même, allumées et lampassées de gueules: fascé de gueules du tiers de l'écu au signe des chevaliers brochant sur le tout,. - Ornements extérieurs : « Toque de velours noir, retroussée de sinople, avec porte-aigrette d'argent, et aigrette de même métal ». - Livrée : jaune, noir et rouge. |